# روبرت رولاند سميث
روبرت رولاند سميث (بالإنجليزية: Robert Rowland Smith)‏ هو فيلسوف بريطاني، ولد في 21 يناير 1965.